# Pandemia de COVID-19 en San Bartolomé
La pandemia de COVID-19 en San Bartolomé es parte de la pandemia viral mundial en curso de la enfermedad del coronavirus 2019 (COVID-19), que se confirmó que llegó a la colectividad francesa de ultramar de San Bartolomé el 1 de marzo de 2020. El último caso positivo fue el 14 de marzo de 2023.

## Antecedentes
El 12 de enero de 2020, la Organización Mundial de la Salud (OMS) confirmó que un nuevo coronavirus fue la causa de una enfermedad respiratoria en un grupo de personas en la ciudad de Wuhan, provincia de Hubei, China, que se informó a la OMS el 31 de diciembre de 2019.
La tasa de letalidad de COVID-19 ha sido mucho más baja que la del SARS de 2003, pero la transmisión ha sido significativamente mayor, con un número total de muertes significativo.
San Bartolomé es una pequeña isla con una población de 9.793 personas. La isla tiene un pequeño hospital (Hôpital de Bruyn), sin embargo, las pruebas de COVID-19 y la atención médica especializada deben realizarse en Guadalupe. Como una colectividad en el extranjero, las crisis son manejadas por el Prefecto. La isla comenzó a realizar pruebas a nivel local a principios de mayo. La actual prefecto de San Bartolomé y San Martín es Sylvie Feucher.

## Cronología

### Marzo de 2020
Un residente de la isla francesa de San Bartolomé fue diagnosticado con COVID-19 el 1 de marzo. Sus padres en la vecina isla de Saint Martin también dieron positivo.
El 1 de marzo se confirmaron tres casos del coronavirus (COVID-19) en la isla francesa de St. Barthélemy y la francesa Saint Martin. Los casos fueron confirmados por el Laboratorio del Institut Pasteur de Guadalupe, que está realizando pruebas para el virus. El caso involucra a un residente de San Bartolomé y sus familiares visitantes. La persona fue confinada en su casa en San Bartolomé y bajo vigilancia diaria mientras sus padres están aislados en el Hospital Louis-Constant Fleming en Saint Martin. La pareja había venido desde París, Francia, para visitar a su hijo, que vive en San Bartolomé.
La contención se puso en marcha el 15 de marzo con limitación de salidas y prohibición de nadar.
En total, 6 personas estaban enfermas (3 hombres y 3 mujeres). Ninguno desarrolló síntomas graves que requirieran hospitalización.
El 24 de marzo, las órdenes de confinamiento se reforzaron: las personas solo pueden salir de su casa para viajes esenciales; los mercados están cerrados; las reuniones están prohibidas; las empresas no esenciales deberían cerrar.
Se estima que existían 5 casos confirmados a final de mes.

### Abril de 2020
El 16 de abril, tras dos semanas sin nuevos casos, se volvió a autorizar la natación en las playas de la isla. 
El último caso de la isla fue declarado curado el 21 de abril. 
Hasta el 23 de abril, el Instituto Pasteur de Guadalupe ha analizado 84 pruebas de San Bartolomé. Se realiza un seguimiento especial en las residencias de ancianos ( EHPAD ), sin embargo no se han reportado casos para la isla. 
El 24 de abril, Air Caraïbes anunció que los vuelos entre Saint Martin ( aeropuerto Grand Case-Espérance, no aeropuerto internacional Princess Juliana ), San Bartolomé y Gualdalupe se reanudarán a partir de hoy. 
El 30 de abril, Bruno Magras ,presidente de la colectividad, anuncia que todos los servicios, incluidos colegios, restaurantes, bares, actividades deportivas y culturales, volverán a abrir el 11 de mayo. 
Se estima que existían 6 casos confirmados a final de mes. 

### Mayo de 2020
El 2 de mayo, la Colectividad anunció la llegada de equipos de prueba locales y podrá probar hasta 16 pruebas por hora para prepararse para la desconfinación y el regreso del virus. Se han asignado 2 millones de euros para pruebas desde abril. 
El 9 de mayo, una enmienda de Michel Magras ,senador de San Bartolomé, para limitar la cuarentena a las personas que dieron positivo, con el fin de reanudar el turismo, no se aprobó.
Se estima que existían 6 casos confirmados a final de mes.

### Junio y julio de 2020
En junio no se confirmaron casos, pero el 26 de julio y el 30 de julio se confirmó un caso positivo en cada día.

### Agosto y septiembre de 2020
Cuando septiembre finalizó, había 48 casos confirmados en San Bartolomé.

### Octubre, noviembre y diciembre de 2020
En diciembre la cifra de casos positivos comenzó a aumentar considerablemente, pues al terminar el año, ya había 189 casos desde que comenzó el año.

### Enero, febrero, marzo, abril, mayo y junio de 2021
En 2021 el virus comenzó a propagarse rápidamente por todo el lugar, pues al terminar la primera mitad del año, ya estaban registados 1,043 personas infectadas de COVID-19. En el 16 de marzo de este año se reportó la primera muerte por COVID-19.

### Julio, agosto, septiembre, octubre, noviembre y diciembre de 2021
En la otra mitad de 2021 el COVID-19 estaba infectando cada vez más rápido, pues al terminar el año, ya existían 1,726 casos confirmados de COVID-19. El 4 de septiembre de este año se registró la segunda muerte por COVID-19, así como se registraron 2 muertes el 2 de octubre.

### Enero, febrero, marzo, abril, mayo y junio de 2022
2022 sería el año en donde los casos positivos crecerían de una manera muy veloz. Al terminar junio, existían 4,697 casos positivos, y también la quinta muerte.

### Julio, agosto, septiembre, octubre, noviembre y diciembre de 2022
A finales de 2022, el número que la OMS llevaba registrado de casos positivos de COVID-19 era de 5,408.

### Enero, febrero, marzo y abril de 2023
Hasta hoy, se han registrado 5,478 personas infectadas de COVID-19. Actualmente no hay nuevas muertes